# Okapia
Okapia is een monotypisch geslacht waartoe alleen de okapi (Okapia johnstoni) behoort.